# Hamilton Gregório de Souza
Hamilton Gregório de Souza (Cláudio, 11 de Julho de 1932 - Belo Horizonte, 3 de Setembro de 2003) foi um brasileiro conhecido por suas ações de promoção humana, tanto na esfera civil quanto religiosa principalmente nos municípios de Cláudio e Divinópolis, ambos em Minas Gerais, Brasil. Estima-se que seu trabalho tenha beneficiado mais ou menos 30.000 homens e 25.000 mulheres do meio rural na região destes dois municípios.
Seu nome foi usado para identificar ruas nestes dois municípios: a antiga Rua Oito no bairro Santa Luzia na cidade de Cláudio e a antiga Rua Cinco no bairro Floresta na cidade de Divinópolis. Foi ainda agraciado pela Câmara Municipal de Divinópolis com a Comenda Medalha Candidés.
Em Cláudio foi um dos fundadores da Casa De Menores São Tarcísio, uma organização filantrópica não governamental que acolhe menores desamparados desde 1966.
Segundo o suplemento Diocese em Notícias, do jornal Lar Católico em março de 1987, Hamilton era o símbolo do serviço de obras sociais da Diocese de Divinópolis a partir de 1969 quando foi trazido de Cláudio para Divinópolis pelo então bispo Dom Cristiano Frederico Portela de Araujo Pena para atuar como coordenador leigo da recém criada Pastoral Rural da diocese. Relata-se aí a sua atuação na promoção do homem rural daquela diocese, "[...] fazendo encontros, reuniões, palestras [...] dado assim oportunidade para que várias comunidades rurais pudessem crescer espiritual e socialmente." De fato, o texto da Lei 5859/2004 que denomina a Rua Hamilton Gregório de Souza em Divinópolis traz como justificativa o fato de Hamilton ter coordenado cursos nas Obras Sociais da Diocese de Divinópolis, proporcionando a promoção social e espiritual de mais ou menos 30.000 homens e 25.000 mulheres do meio rural.
Segundo Nascimento o convite de Dom Cristiano a Hamilton foi motivado pelas nova ideias emanadas do Concílio Vaticano II, as quais previam maior participação dos leigos na Igreja Católica. Hamilton ajudou Dom Cristiano na criação de vários movimentos leigos na Diocese de Divinópolis, tendo coordenado as Comunidades Rurais, os Missionários da Semana Santa, as Pastorais, e o Movimento de Cursilhos de Cristandade. Isto foi consolidado quando em 1993, Dom José Belvino do Nascimento nomeou Hamilton com o primeiro presidente do Conselho Diocesano de Leigos.